# Медведки (роман)
«Медве́дки» — роман Марии Галиной в жанре магического реализма, опубликованный в журнале «Новый мир» в 2011 году. Книжная публикация, вышедшая в 2011 году, отличалась от журнальной наличием приложения. Автором книга была включена в трилогию «Малая Глуша» — «Медведки» — «Автохтоны»; поклонники условно назвали трилогию «Город».
Роман посвящён проблеме ненадёжности воспринимаемой человеком реальности и постправде, то есть ситуации, когда поступки человека диктуются его субъективными представлениями о реальности. Темой романа является также манипуляция прошлым, которое выстраивается заново по сиюминутным потребностям. Отсутствие упоминаний о медведках в тексте вызывало недоумение критиков. Смысл заглавия раскрывается в финале, когда читатель уже познакомился с авторской концепцией. Соответственно, «медведки», которые скрываются в толще земли и невидимы большинству людей, — это метафора таинственной и иррациональной мифической основы мира, которая «склеивается» из разбитых истин и очевидностей.
Роман удостоен ряда литературных премий: «Странник», «Филигрань», приза читательских симпатий (II место) премии «Большая книга», премии «Мраморный фавн» (все в 2012 году), в общей сложности — 15 наград и номинаций.

## Сюжет
Действие романа происходит в Красноярске и в Одессе в 2013 году (в самом начале упоминается, что идёт вторник 17 декабря, при этом прошло более семи лет после 1998 года). В предыстории, раскрываемой в воспоминаниях и диалогах героев, оказывается, что замужняя преподавательница Эмма Генриховна Левицкая из Одессы (ныне — светская львица и деловая дама) в начале 1970-х годов забеременела от внебрачной связи во время поездки в Чехословакию. Она родила ребёнка в Красноярске, чтобы не было скандала, устроившись туда на многомесячные курсы повышения квалификации. Ребёнок получил имя Сергей Сергеевич Сметанкин. В детстве он сдружился со сверстником из полной семьи — Борей Остапенко, а далее в 1990-е годы они подняли совместный бизнес. В 1998 году под угрозой «наезда» Борис сбежал в Турцию со всеми деньгами, после чего Сметанкин был убит. Около 2003 года Остапенко вернулся к семье, но более самостоятельных дел не вёл, работая прорабом в чужой фирме. Со временем бремя вины перед убитым другом стало так велико, что Борис стал отождествлять себя с покойным Сметанкиным, стремясь в какой-то степени его «воскресить». Он бросил семью (жену Валентину и дочь Людмилу), выкупил бывшую квартиру Сметанкина на улице Мангазейской, и начал вживаться в биографию покойного, официально поменяв паспорт и приняв имя «Сергей Сергеевич Сметанкин». Дела его шли скверно, поэтому он устроился прорабом в Одессе; семья не знала, куда он делся.
Основная сюжетная линия разворачивается в Одессе. Здесь живёт сорокалетний писатель-неудачник Семён Александрович Блинкин, который по индивидуальному заказу пишет романы, в центр повествования которых помещает заказчиков, исполняя все их потаённые желания. Специфика профессии требует от него большой эрудиции и отличных навыков психолога-практика. Блинкин страдает множеством фобий (например, не может есть, когда на него кто-либо смотрит), вынужден заботиться о деспотичном отце, который принципиально не желает работать и прямо величает сына «ничтожеством». Сын не имеет жилья, но, в свою очередь, не желает оставаться у родителя, и обитает на даче приятеля, уехавшего за границу. Для души Блинкин собирает дешёвый антиквариат, и иногда его перепродаёт. Блинкин знакомится с соседом-археологом Леонидом Ильичом Финке, одержимым идеей реконструкции изначального облика Ахилла, которого считает причерноморским хтоническим божеством. По мнению Финке, исконно это был змееподобный бог в виде морского чудовища, сын Гекаты, которому приносили человеческие жертвы. Тем временем Остапенко-«Сметанкин» нанимает Блинкина, чтобы тот сделал ему «настоящую» биографию (с семейными реликвиями и тому подобным), рассказывая историю детдомовца. Блинкин приносит заказчику коробку из-под обуви, полную открыток и фотографий разного времени, которую даже сам не разбирал. Блинкин предложил «Сметанкину» выбрать фото, персонажи на которых отныне будут считаться его родственниками, тогда как писатель-антиквар сочинит или найдёт связи с Красноярском. «Сметанкин» почти сразу уверовал, что выбранные им на фотографиях люди — это нашедшиеся родственники детдомовца, даже организует их встречу, прописав это в прессе. Среди этих людей множество родственников друг другу и лично Блинкину (у него самого, отца и других родственников по три соска). К тому времени «Сметанкин» полностью вытеснил из сознания факт, что он Остапенко, у которого есть реальные родные в Красноярске; он даже сделал за свой счёт ремонт в квартире Блинкина-старшего. О шумихе, однако, узнала реальная дочь Остапенко Людмила-Рогнеда (колоритная готка с паранормальными способностями), которая остановилась у Блинкина и собирается устроить шум на встрече, чтобы вернуть безумного отца к семье. Сосед Блинкина — археолог Финке — возомнил, будто Людмила Остапенко — Геката, а «Сметанкин» — хтонический Ахилл, которые явились в мир, чтобы погубить всё. Их можно загнать обратно в Аид только срочным человеческим жертвоприношением.
Левицкая из прессы также узнаёт о детдомовце Сергее Сергеевиче Сметанкине из Красноярска, собирающем родственников. Полагая, что это давно потерянный ею сын, Эмма Генриховна связывается с Сибирью, и находит подтверждения, поскольку Остапенко присвоил себе биографию Сметанкина. На встрече «родственников» происходит скандал: «Сметанкин»-Остапенко не узнаёт дочь, а также истерично отвергает мать, поскольку уверовал в ту родительницу, которую ему сочинил Блинкин. Однако Людмиле удаётся настоять, чтобы Сергей-Борис пошёл вслед за ней. На этом они исчезают из повествования. Сразу после встречи родственников у Блинкина-старшего происходит инфаркт и он умирает. На скандальной встрече Блинкина сильно смутил некто Иван Доржович Цыдыпов, утверждающий, что предок Семёна во время экспедиции на Тибет отыскал вход в Агарту. Тем временем обезумевший Финке приносит в жертву Ахиллу собственную жену, за что и арестовывается полицией на глазах Семёна. Блинкин, общаясь с одним из участников встречи, — бывшим бандитом — и уже не понимая кто кому родственник, узнаёт истинную биографию Сметанкина. Писатель попытался проверить красноярские адреса (по просьбе неизлечимо больной Левицкой, оплатившей поездку), но оказалось, что квартира на Мангазейской давно сдана китайцам, а по другим имеющимся координатам проживает только семилетняя девочка, у которой нет старшей сестры. Разочарованный Блинкин признаёт поражение и устремляется прочь из постылой реальности — набирает номер Ивана Доржовича, который, оказывается, ожидал этого звонка.

## Литературные особенности

### Обстоятельства создания
Книга создавалась в течение трёх лет, «медленно», как отмечала сама Мария Галина. В авторском предисловии к переизданию романа в сборнике «Все имена птиц» (2019), М. Галина сообщала, что это наиболее автобиографическая из её вещей. Выстраивая биографии романных героев, она использовала обстоятельства жизни своего прадеда, который из-за марксистских убеждений попал в ссылку в Красноярск, и даже участвовал в экспедиции в Тибет. Описываемая в тексте статуя Будды существовала на самом деле, и была утрачена в период гражданской войны, около 1919 года. Письмо отца главного героя, помещённое в приложении, было написано дедом Марии Галиной. Галина Юзефович сравнивала текст с тестом Роршаха, в котором каждый читатель узнает что-то своё. По мнению критика, для самого автора особенно близка была тематика оборотной, тёмной стороны писательского ремесла.

### Проблема жанра
Участники литературного клуба «Зелёная лампа» на январском заседании 2016 года рассуждали о жанровой природе романа в контексте творчества Марии Галиной. Так, А. Зильберштейн (руководитель КЛФ в городе Киров) заявил, что в прозе Галиной «нет раздражающих жанровых элементов…, это книги о людях. То, что в её книгах присутствуют какие-то фантастические элементы, так извините — в „Альтисте Данилове“ тоже есть фантастические элементы, как и в „Мастере и Маргарите“, но это же ничего не меняет. И то же самое в случае с Галиной: все её книги — о людях так или иначе, и о каких-то подсознательных, связанных с человеческим восприятием вещах». В то же время он отмечал, что долго не мог взяться за чтение из-за названия, и осознал, что «то, что название передаёт суть книги, становится понятно только к концу».
Критики Татьяна Кохановская и Михаил Назаренко в рецензии на журнальную публикацию и первое книжное издание 2011 года отмечали принадлежность романа к жанровой прозе. «Чёткие рамки — как рамки картины и любые другие художественные ограничения — противодействуют обвальной аморфизации современной культуры». При этом необходимость синтеза «жанровой» и «внежанровой» прозы была осознана «ещё в славные времена зрелого постмодернизма», примерами чего являются хрестоматийные произведения, такие как «Имя розы» и даже «Лолита». При этом в подавляющем большинстве случаев попытки мейнстримных авторов писать в жанровой литературе оканчиваются провалом, поскольку «мало присвоить атрибуты жанра, его фабульные схемы и набор персонажей; необходимо знать — чувствовать! — его поэтику в целом, его корни, его мировоззрение, хотя бы для того, чтобы их трансформировать, а не инкрустировать иными повествовательными формами неизбывные жанровые клише».

В «Медведках» же сознание человека и мир, в котором он существует, анатомируются столь послойно и глубоко, что обнажается скелет существования — опять-таки миф, здесь понимаемый не только как тема или образная система, но прежде всего как определённый модус мышления, модус бытия.
В этом контексте критики считают роман несомненной удачей, так как автор сумела «докопаться» до потаённого переплетения истоков нескольких жанров. Роман начинается как бытописательство в классическом ключе критического реализма XIX века (с «типичным героем в типичных (и не очень приятных) обстоятельствах»). Эта типичность исподволь доводится автором до абсурда. Главный герой, даже фамилию которого читатель узнаёт не сразу, — «типичный инфантильный интеллигент с кучей комплексов и странной профессией, кое-как устроившийся в постсоветской жизни». С любой точки зрения герой и все параметры его бытия смещены на грань «нормы»: дача, где принимают клиентов, не его, инфантилизм на поверку оборачивается клиническим аутизмом, и даже невинное хобби — антиквариат — носит почти маниакальный характер. Альтер эго главного героя — Сметанкин, чья фамилия становится известной задолго до блинкинской, на первый взгляд похож на типичного клиента, страдающего ощущением неполноты жизни сам не зная, отчего. Однако его неполнота иная — в отсутствии корней, и заказчик встревожил Блинкина сразу же безо всяких причин. По мере разворачивания действия выясняется, что Блинкин остро ощущает, но не желает признавать, собственную неукоренённость в семье, и даже невозможность существования в объективной реальности, данной в ощущениях. Далее выясняется, что это всё касается решительно всех персонажей и всех ситуаций. Проблемы героя вовсе не социальные и не психологические, они коренятся в метафизическом плане. В известном смысле линия Блинкина является «романом взросления». Но этими смыслами роман не исчерпывается.
По мнению Т. Кохановской и М. Назаренко, роман построен на мотиве зыбкости, глобальной нетождественности мира и человека самим себе. Более того, зыбкость реальности является залогом освобождения героя: если реальность действительно столь непрочна, то её власть над человеком может быть разрушена. Взросление Блинкина является не следствием практических действий, которых нет, а успешным подчинением себе реальности. Если бесполезно и бессмысленно укрываться от мира, нужно сделать его таким, каким хочешь его видеть. Так Bildungsroman превращается в образец магического реализма. Сложный жанровый сплав лучше всего иллюстрируется основной фабульной проблемой, кем на самом деле является Сметанкин. На уровне классического реализма этот вопрос вообще не имеет разрешения. Читатель получает четыре или пять версий, каждая из которых более или менее убедительна сама по себе, но любые две из них взаимоисключающие:

Сметанкин не может оказаться одновременно сибирским бизнесменом-детдомовцем, сыном Левицкой, внуком исследователя Тибета, бригадиром ремонтников, мальчиком Борей из благополучной семьи и т. д. Единственная теория, которая объясняет всё и сочетается с любой из перечисленных, на выбор, — та, что Сметанкин это хтонический ктулховидный Ахилл, сын Гекаты.
Проблема коренится именно в том, что на мифологической версии настаивает безумный убийца Леонид Ильич Финке. Его статья «Ахилл в Северном Причерноморье. Хтоническая сущность и варианты генеалогии» — первое из двух приложений к роману. Второе приложение — письмо Блинкина-старшего покойной жене, которое своей живой человеческой речью контрастирует с мертвенным мифом о себе, который тот порождает своими мемуарами, которые, в свою очередь, перепечатывает, читая, его сын-неудачник. Миф, таким образом, служит и организации текста, к которому критики прилагают термин Леви-Стросса «бриколаж». То есть для создания модели мира использованы все мыслимые элементы, которые свободно комбинируются, так что любые два элемента могут оказаться связаны друг с другом, создав новую сущность. Так оказывается возможным соединить Ахилла и гималайскую Агартху, в которой как будто бы побывал дед Блинкина, и куда в финале уходит он сам. Бриколажем в реальной жизни занят и сам Блинкин, то есть все уровни текста оказываются изоморфны. Миф — способ существования, который должен быть осмыслен и принят читателем, поскольку герои существовали в мифе изначально. После прорыва хтонических сил в срединный план бытия, Блинкин выбирает горние выси, сотворённые им же, поскольку там «нет ни времени, ни пространства, но есть возможность, а значит, есть надежда». Только в самом финале становится ясно, что одна и та же история подана на двух уровнях. На уровне романа взросления Блинкин всё-таки овладевает реальностью и совершает поступки. На уровне мифа он спустился в нижний мир, прошёл посвящение и вознёсся на более высокий уровень бытия. «Поэтому „Медведки“ — история с хорошим концом, насколько это возможно для текста с финалом, по-настоящему открытым».

### Фантазия и реальность
Василий Владимирский так резюмировал «Медведок»: «Роман Галиной глубже и разнообразнее любых трактовок. Что о нём ни скажи — большая часть запакованных смыслов останется за кадром. Серьёзная взрослая проза, для многократного перечитывания и неторопливого обдумывания». Критик отмечал, что потребность переписывания истории — это естественная человеческая потребность, так как настоящее вырастает из прошлого. «Сопоставление и синхронизация образов прошлого и настоящего — не прихоть, а суровая необходимость, иначе возникает такой диссонанс, что и умом тронуться недолго». Однако далеко не каждый человек имеет возможность реализовать эту потребность, поэтому данную нишу и занял главный герой — Блинкин, который, используя классику приключенческой литературы от Конрада и Стивенсона до Грина и Толкина как строительный материал, отправляет своих клиентов в «правильный мир, мир, где всё, как надо». Отличие в том, что если творцы литературы заняты практически тем же — построением миров, то Блинкин работает адресно, реализуя потаённые фантазии заказчика. «…Истории, которые люди рассказывают сами себе в уединении, почти все такие. Если человек нормален, он естественным образом склоняется к расхожим мелодраматическим сюжетам, иными словами, к пошлости». Однако это только внешняя оболочка. Принципиальной особенностью романа является то, что с изменением контекста, неважно, исторического или биографического, свойства реальности меняются до неузнаваемости. «Вот из этих бесчисленных фантазий, предположений и ложных воспоминаний и сплетается ткань того, что мы привыкли называть „исторической правдой“».
Николай Калиниченко (журнал «Если») отмечал, что автор воспользовалась всеми преимуществами, которые позволяет стык литературных жанров: «можно разыграть сразу несколько партий — от готического романа до шутовского фарса». В известной степени, это близко достижениям британских авторов «Новой волны», например, встречается у Кристофера Приста. Однако М. Галина использует данную технику, по мнению критика, для демонстрации «безбудущности и тоскливой неустроенности made in Russia»:

Наше прошлое и грядущее настолько зыбко и неопределенно, что талантливому версификатору ничего не стоит перекроить линию реальности. Беды войн и революций огромным ластиком стерли линии многих судеб. Рисуй, что хочешь! Мы же будем рады любому подлогу и безоглядно двинемся по новой стезе. Кто знает, быть может, это и есть то самое неуловимое счастье русского человека? Идти вперёд, не зная прошлого, не разбирая дороги, словно странное насекомое медведка, ползущее в толще земли.

### Эгоцентризм и тотальное одиночество
Роман Анисимов трактовал заглавие романа как авторский намёк: в произведении производится радикальный разрыв мечты и реальности, и осуществляется прорыв к мифической основе мира. «Полученная картина таинственна и иррациональна, как и те существа, которые, подобно медведкам, выбираются из-под обломков очевидности». Блинкин — своего рода волшебник, который овеществляет мечту своих клиентов, делая это так искусно, что заказчики потом «вспоминают», что действительно «с ними так и было». В результате, Блинкин попадает в ловушку: если прошлое существует только в памяти, то реальна только та его часть, которую человек помнит или считает, что это событие с ним происходило. И если изменить в памяти события прошлого, от этого изменится и будущее. Сметанкин — творение Блинкина, поскольку, овеществляя мечты своих заказчиков, писатель-неудачник сам, в свою очередь, является негативной фантазией своего отца. Блинкин-старший мечтал о другом сыне, и ему активно не нравился реальный. В результате явление Ахилла-Сметанкина приводит к бессознательному выплеску — Блинкин подарил ему историю своей семьи, Сергей Сергеевич Сметанкин сделался улучшенным Сеней Блинкиным. В сущности, роман «Медведки» посвящён эгоцентризму. Всех персонажей объединяет единственная черта — зацикленность на себе самих, они видят только то, что желают видеть, и объясняют действия других людей только через собственные желания. Как обычно для неё, Мария Галина, воспользовавшись избитым сюжетом — в данном случае, исполнением желаний, — совершила глубокое переосмысление роли желаний в человеческой жизни. Обычно считается, что человек с мечтой — это положительный персонаж. Однако все действующие лица «Медведок» разрушают сами себя, ибо позволили мечте полностью овладеть собой. Сеня Блинкин на самом деле давно отказался от реального мира, выбор им Агартхи совершенно естественен. Сложнее случай Леонида Ильича Финке, поскольку неясно, является ли совершённое им жертвоприношение жены Гекате и Ахиллу актом спасения мира, либо только проявлением его сумасшествия, одержимости идеей доказательства научной теории о хтонической природе Ахилла.
В рецензии журнала «Читаем вместе» отмечается, что Мария Галина «сделала невероятное — написала занимательную, яркую книгу, которую никто не понимает». Повествование чрезвычайно многослойно. На первом уровне — это роман о том, зачем и для кого пишутся книги. Писательство — это своего рода присвоение мира, тебе не принадлежащего, на основе которого создаётся «отражение на зыбкой глади вод», после чего созданную вселенную ещё предстоит продать. Первая треть книги — «добротный производственный роман, история о том, как художник моделирует реальность». Далее читатель встаёт перед вопросом, в чём модель реальности отличается от самой реальности. Блинкин берётся за необычный заказ — написать не роман, а реальную биографию. При этом он осознаёт угрозу, но не способен определить границы, за которой вторая реальность вторгается в первую. Характерен диалог Блинкина с отцом, что и «говорящие головы в телевизоре — подделка… Кто их вне ящика видел? Машины с правительственными номерами, тонированными стёклами, которые проносятся мимо в окружении мотоциклетного эскорта? Мало ли кто сидит за тонированными стёклами? И сидит ли вообще?». Грань вымысла и реальности полностью размывается к середине повествования, когда созданные героем отражения выходят из зазеркалья. По мнению рецензента, не случайно, что действие происходит в приморском городе, так как море — это хтоническое зыбкое зеркало. Блинкин на первых порах не воспринимает всерьёз историка Финке, и полуиронически сравнивает Ахилла с Ктулху. Впрочем, ему давно мерещится, что Ктулху наблюдает за ним через лужи — зеркала иного мира. Ктулху шевелит щупальцами и накануне встречи вымышленных родственников. «Это не кошмар, но такой тягостный дурной сон, когда, просыпаясь, оказываешься в другом сне — и хорошо, если в своём собственном, а не в чужом». Совершенно не случайно, что роман завершается полной неясностью. Мария Галина продемонстрировала, что даже читая одни и те же книги, мы на самом деле читаем в них разное. То же справедливо и для мира, воспринимаемого как текст. Поэтому роман «Медведки» посвящён неспособности понять Другого и даже осознать факт его существования.

## Издания
- Галина М. Медведки. Роман // Новый мир. — 2011. — № 5.
- Галина М. Медведки. Роман (окончание) // Новый мир. — 2011. — № 6.
- Галина М. С. Медведки : [роман]. — М. : Эксмо, 2011. — 316 с. — (Открытие. Современная российская литература). — Приложение. Л. И. Финке. Ахилл в Северном Причерноморье. Хтоническая сущность и варианты генеалогии (статья). С. 283—314. — 3000 экз. — ISBN 978-5-699-49882-6.
- Галина М. Медведки (роман) // Все имена птиц. Хроники неизвестных времён. — Москва — Санкт-Петербург : Азбука; Азбука-Аттикус, 2019. — С. 363—592. — 1136 с. — (Русская литература. Большие книги). — 3000 экз. — ISBN 978-5-389-15499-5.

## Рецензии
- Анисимов Р. Исполнитель желаний. Независимая газета (12 июля 2012). Дата обращения: 27 августа 2022.
- Владимирский В. Рецензия на книгу: Мария Галина «Медведки» // Мир фантастики. — 2011. — № 11.
- Владимирский В. Мария Галина о предательской силе иллюзии и немножко о бессмертии. ГодЛитературы.РФ (10 ноября 2018). Дата обращения: 27 августа 2022.
- Ионов А. Медведки тут не водятся // Darker. — 2012. — № 6 (июнь).
- Калиниченко Н. Медведки // Если : журнал. — 2011. — № 12. — С. 251. — ISSN 1680-645X.
- Кохановская Т., Назаренко М. Мастер бриколажа: [Мария Галина. Медведки] // Волга. — 2011. — № 11.
- Мария Галина. «Медведки» — стирая тонкую грань между параллельными мирами. LAzZY.ru (18 марта 2012). Дата обращения: 27 августа 2022.
- Ts. Медведки. Читаем вместе (1 октября 2011). Дата обращения: 27 августа 2022.